# Трифон Апамейский
Три́фон Апаме́йский (ок. 232 года, селение Кампсада (Компсада) возле города Апамея-Кибот, Фригия, по другим данным — Лампсак, Мизия — ок. 250, Никея) — христианский мученик, пострадавший за веру во время царствования императора Деция Траяна.

## Агиография
Родился в семье христиан в селении Кампсада (Компсада) возле города Апамея-Кибот во Фригии. По другим данным в Лампсаке в Мизии. Будучи отроком, согласно житию, проявил дар чудотворений, исцеляя и облегчая недуги, изгоняя бесов. Обращал к христианской вере. По греческим евхологиям, однажды молитвой святого Трифона были изгнаны вредные гады и насекомые, и тем спасены от голода жители Кампсады.
Согласно преданию, изгнал дьявола из Гордианы, дочери римского императора Гордиана III, который, будучи идолопоклонником, не преследовавшим, однако, христиан, послал за Трифоном после того, как дьявол устами беснующейся девушки заявил, что только отрок Трифон может изгнать его. При этом дьявол покинул Гордиану, почуяв приближение Трифона, ещё за три дня до его прибытия в Рим. По просьбе императора Трифон заставил дьявола явиться во плоти (в виде чёрного пса, которой имел огненные глаза, а голову влачил по земле), благодаря чему многие уверовали во Христа.
В правление императора Деция Траяна, гонителя христиан, Трифон был схвачен и предан суду, где заявил перед лицом судей:

— Имя мое — Трифон, отечество мое — селение Кампсада, близ города Апамейска, фортуны же мы не признаем, ибо веруем, что всё совершается по Божию промыслу и неизреченною Его мудростью, а не фортуною, и не зависит ни от течение звезды, ни от случая, как веруете вы. В жизни я руковожусь свободною своею волею, служа единому только Христу. Христос — вера моя, Христос — похвала моя, и венец славы моей.

После чего Трифон был мучим, при этом его обнажённым подвесили на дереве и били, затем привязали к коню и повезли на охоту, после бросили в темницу, вбили гвозди в ноги и так водили по городу, но несмотря на это, отказывался отречься от Христа и признать римских богов, за что был осуждён на усекновение главы. Перед казнью Трифон истово молился, благодаря Господа и прося принять его в Своё царствие. По его молитве Господь взял его душу, причём ещё до того, как палачи успели привести приговор в исполнение.

## Славянские предания

### Московское предание о Трифоне и сокольничем
Московское предание говорит о том, что некогда государев сокольничий во время охоты в селе Напрудном упустил любимого царского сокола, чем вызвал гнев государя. Сокольничему было приказано в три дня сыскать сокола, иначе он должен был заплатить за него головой. Сокольничий, потратив три дня и вконец устав, горячо молился своему небесному покровителю мученику Трифону, а затем уснул на берегу Великого пруда. Во сне сокольничему явился Трифон с соколом на руке. Проснувшись, сокольничий неподалёку от себя увидел сокола, и вернув его государю, был спасён, а на том самом месте, где явился Трифон, поставил обетную церковь.
Народное предание нашло отражение в романе А. К. Толстого «Князь Серебряный».
Всадник ехал рысью, весело посвистывал и держал на пестрой рукавице белого кречета в клобучке и колокольцах.

Максим узнал одного из царских сокольников.

…

— Да уже будет с неделю, как Адраган с поля улетел! — отвечал сокольник, показывая своего кречета. — Да ведь ты, пожалуй, и не знаешь, Максим Григорьич! Ну уж набрался я было страху, как царь на меня раскручинился! Да сжалился надо мной милосердный Бог и святой мученик Трифон! Проявил надо мною своё чудо! — Сокольник снял шапку и перекрестился. — Вишь, Максим Григорьич: выехал государь, будет тому с неделю, на птичью потеху. Напускал Адрагана раза два; как на беду, третий-то раз дурь нашла на Адрагана. Стал он бить соколов, сбил Смышляя и Кружка, да и давай тягу! Не успел бы ты десяти просчитать, как он у тебя и с глаз долой. Я было скакать за ним, да куды! Пропал, будто и не бывало. Вот доложил сокольничий царю, что пропал Адраган. Царь велел меня позвать, да и говорит, что ты-де, Тришка, мне головой за него отвечаешь; достанешь — пожалую тебя, не достанешь — голову долой! Как быть! Батюшка-царь ведь не шутит! Поехал я искать Адрагана; шесть ден промучился; стало мне уж вокруг шеи неловко; думаю, придется проститься с головой. Стал я плакать; плакал, плакал, да с горя и заснул в лесу. Лишь только заснул, явилось мне, сонному, видение: сияние разлилось меж деревьев, и звон пошел по лесу. И, слыша тот звон, я, сонный, сам себе говорю: то звонят Адрагановы колокольцы. Гляжу, передо мной сидит на белом коне, весь облитый светом, молодой ратник и держит на руке Адрагана: «Трифоне! — сказал ратник, — не здесь ищи Адрагана. Встань, ступай к Москве, к Лазареву урочищу. Там стоит сосна, на той сосне сидит Адраган». Проснулся я, и, сам не знаю с чего, стало мне понятно, что ратник был святой мученик Трифон. Вскочил я на коня и поскакал к Москве. Что ж, Максим Григорьич, поверишь ли? как приехал на то урочище, вижу: в самом деле сосна, и на ней сидит мой Адраган, точь-в-точь как говорил святой!

Голос сокольника дрожал, и крупные слезы катились из глаз его.

— Максим Григорьич, — прибавил он, утирая слезы, — теперь хоть все животы свои продам без остатку, хоть сам в вековечную кабалу пойду, а построю часовню святому угоднику! На том самом месте построю, где нашел Адрагана. И образ велю на стене написать, точь-в-точь как явился мне святой: на белом коне, высоко подняв руку, а на ней белый кречет.

### Болгарское предание о Трифоне Безносом
Согласно болгарскому преданию, святой Трифон был простым виноградарем, который обрезал лозы на одном из своих кустов виноградника, когда мимо него прошла Пресвятая Богородица с младенцем Иисусом на руках. Она шла на 40-й день от его рождения читать молитву в церковь. Трифон над ней посмеялся, что у неё незаконнорождённый ребёнок. Чтобы наказать его, Пресвятая Богородица пошла в село к его жене и сообщила, что тот отрезал себе нос. Испуганная жена схватила тряпки, пепел, сажу, смалец и побежала на виноградник, чтобы перевязать своему мужу нос, но нашла его здоровым. После того, как она рассказала ему, зачем пришла, Трифон рассмеялся и показал руками, как обрезается лоза — не сверху вниз, а наоборот — снизу вверх. При совершении этого жеста, он действительно отрезал себе нос.

## Почитание

### Память
Память святого Трифона в Православной церкви совершается 1 (14) февраля, в Католической церкви 1 февраля. В славянской минее святому мученику Трифону помещена шестеричная служба.
Написан акафист.

Кондак 1
Избранный от Бога и к лику святых сопричтенный, святый мучениче Трифоне! Молися о нас, грешных, Владыце Христу и помогай нам побеждати мир, плоть и диавола, многообразно воюющия на ны, якоже победил еси их благодатию и силою возлюбленнаго тобою Христа, да, избавльшеся от врагов наших видимых и невидимых, благодарственно воззовем ти: Радуйся, Трифоне, скорый помощниче всем, с верою и любовию к тебе притекающим!

Трифонов день широко отмечается в Болгарии. В праздничном народном календаре этот день также именуется Трифон Зарезан или Трифон Безносый.

### Иконография
В византийской иконографии изображается юношей, стоящим с крестом в руке.
В русской традиции также часто изображается с соколом в руке, стоя или на коне.

Святой мученик Трифон: типом римлянин, молод, около 23 лет, пастырь гусей при озере, с пробивающейся бородкой, в рубашке немного пониже колен, сверху епанча с куколем, как носили пастухи; одежда грубая, босой, лицом худощав, волосы кудреваты. В руке хартия… В правой руке у него можно писать и сокола по совершенному им чуду в Москве.

В балканской традиции одним из атрибутов Трифона является виноградная лоза.
В церковной живописи в Болгарии святой Трифон изображается юношей, держащим инструментарий для резанья.

### Церковь мученика Трифона в Напрудном
Один из древнейших сохранившихся памятников архитектуры Москвы. Вероятно, первый храм, перекрытый крещатым сводом. Роспись наружной стены алтарной апсиды (конец XVI — начало XVII века), изображающая Трифона на коне с соколом в руке, сейчас находится в запаснике Государственной Третьяковской галереи.

### Мощи
Мученическая глава святого Трифона хранится в кафедральном соборе святого Трифона в черногорском городе Которе. Часть мощей в 1803 году была оттуда привезена в Россию. В 1819 году эта святыня была вложена в трёх ковчежцах в икону, находившуюся в церкви Трифона в Напрудном. Когда церковь была закрыта в 1931 году, икона вместе с частицами мощей была перенесена в Храм иконы знамения Божией Матери в Переяславской слободе. Другая икона с частицей мощей святого Трифона находится в храме иконы Божией Матери «Нечаянная радость» в Марьиной роще. Часть мощей мученика Трифона находится в Свято-Троицком Китаевском монастыре в Киеве. Частичка мощей мученика Трифона хранится в Храме в честь Корсунской Иконы Божьей Матери в селе Корсунь Орловской области.

## Противоречия

### Прототипы московского предания и датировка церкви Трифона в Напрудном
Возможны как минимум две трактовки московского предания в связи с различными теориями датировки церкви.
1. В случае если дата постройки церкви мученика Трифона лежит в промежутке от середины 1470-х до середины 1480-х годов (С. В. Заграевский), либо между 1479 и 1492 годами (Л. А. Давид), либо ближе к 1500 году (В. В. Седов), то героями предания, вероятно, могут быть Иван III и князь Иван Патрикеев.
2. В случае если церковь была построена в середине — второй половине XVI века (В. В. Кавельмахер, С. С. Подъяпольский и А. Л. Баталов), то реальным прототипом государя можно считать Ивана IV Грозного.

Наиболее популярна версия, упоминающая Ивана IV Грозного, однако известно, что Иван III также имел прозвище Грозный.

### День святого Трифона против Дня святого Валентина
Предпринимаются попытки предложить альтернативу празднованию Дня святого Валентина в виде Дня святого Трифона (также 14 февраля по григорианскому календарю).